# Огула Даніїл Юрійович
Данії́л (Данило) Ю́рійович Огу́ла (1995—2022) — український військовослужбовець, учасник російсько-української війни.

## Життєпис
Народився 1 лютого 1995 року в місті Донецьк.
До 2009 року проживав в Донецьку. Цього ж року переїхав разом з сім'єю до Путивля. Займався плаванням, здобув освіту в музичній школі — духовий відділ (за класом «саксофон»). В Путивлі відвідував секцію боксу. 2012 року закінчив Путивльську ЗОШ № 1.
Після проходження строкової служби, у 2019 році підписав контракт. Повномасштабне вторгнення зустрів на військових навчаннях на заході України; молодший сержант 58-ї бригади.
Загинув 12 травня 2022 в Луганській області.
Похований в Путивлі.

## Нагороди
- Орден «За мужність» III ступеня[3].